# Téléphonie mobile en Côte d'Ivoire

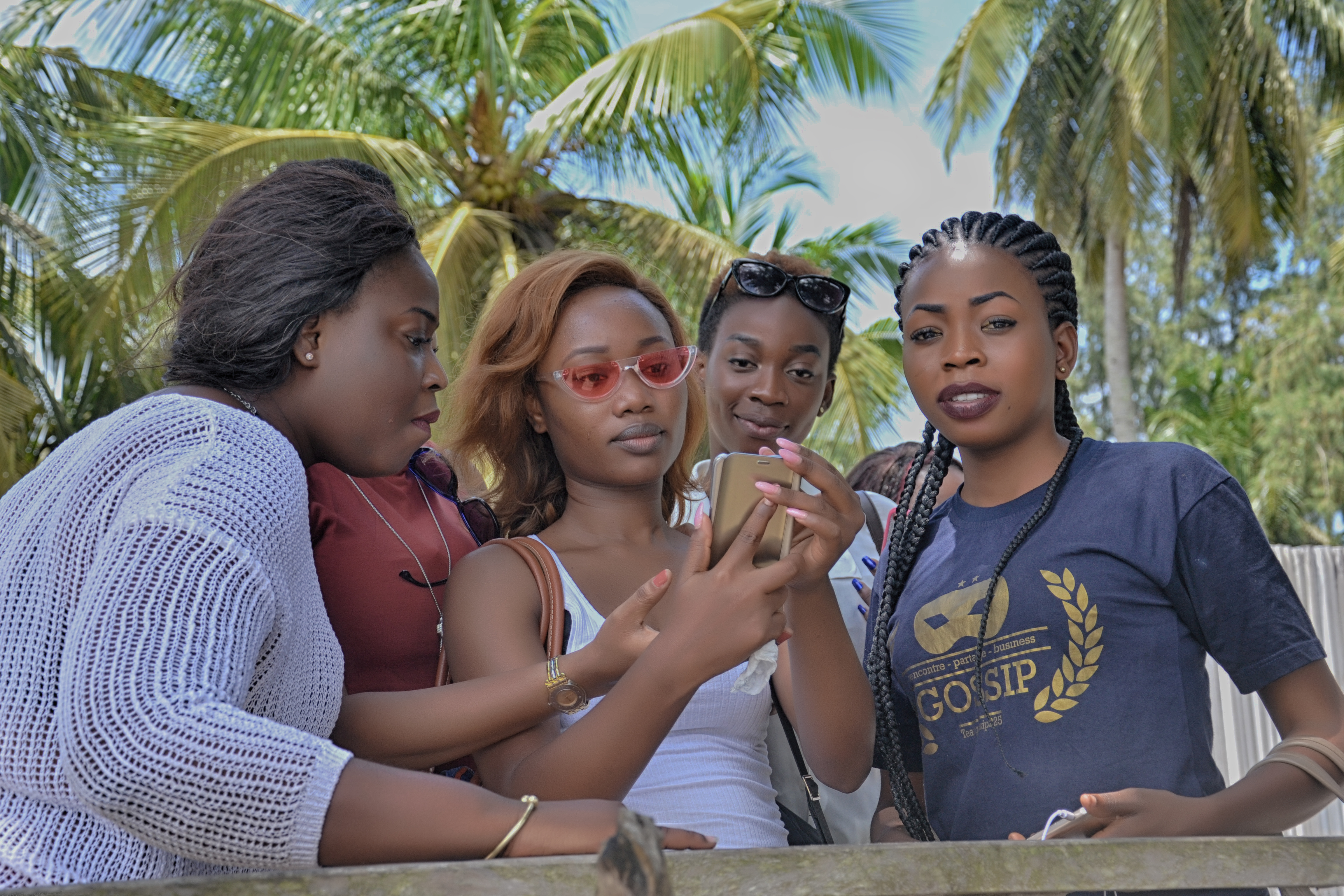
Jeunes Ivoiriennes autour d'un smartphone (2018).

La téléphonie mobile en Côte d'Ivoire  est un secteur en évolution. Il y a trois opérateurs : Orange, MTN et Moov. La couverture varie. Dans de grandes parties d’Abidjan, il y a même une couverture 4G. Dans les autres grandes villes, souvent, il y a une couverture 3G. Dans la campagne, il y a beaucoup d’endroits qui n’ont aucune couverture, même pas pour de simples appels téléphoniques.

## L'offre et la demande

### L'offre de service de téléphonie mobile et Internet mobile
Part de marché (31 décembre 2016):
- Orange
  - 12 406 555 abonnés
  - MNC : 3
- MTN
  - 9 059 773 abonnés
  - MNC : 5
- Moov
  - 5 984 922 abonnés.
  - MNC : 2

Voir la Liste des indicatifs téléphoniques en Côte d’Ivoire pour plus de détails.
Ce service est offert sous deux formes : sous la forme de solutions d’abonnement et sous la forme de solutions prépayées, les plus utilisées. Les abonnés contractuels reçoivent des factures. C’est la consommation avec facture, le montant à payer sera donc fonction du nombre d’appels, de la nature de l’appel. Le prix de l’abonnement varie entre 10 000 francs CFA et 100 000 francs CFA. Les solutions prépayées quant à elles sont des solutions de rechargement, permettant ainsi de communiquer jusqu’à-ce que le crédit soit épuisé. Chaque carte prépayée correspond à un crédit de communication spécifique, que l'on peut utiliser dans la limite de la durée de validité. Les recharges de crédit se font habituellement dans des « cabines » (que l'on trouve beaucoup au bord des routes), où on peut acheter du crédit contre payement en espèce.

### L'offre de téléphones portables
Les compagnies de téléphonie mobile offrent aussi des téléphones portables. Mais de plus en plus, il y a aussi un marché pour la vente de téléphones portables et smartphones, indépendant des compagnies de téléphonie mobile. En plus des grandes marques mondiales (Samsung, Apple, LG…), dans le marché local, beaucoup de smartphones de la marque Infinix (peu connue en Europe) sont vendus.

### La demande
Aspect quantitatif : la consommation avec les trois premiers opérateurs avant l’arrivée de Koz s’élevait à 500 milliards de francs CFA en décembre 2006 contre une consommation de 173 milliards en 2003, soit une évolution de 34,6 %. La demande évolue de plus en plus même si le marché potentiel reste deux fois plus grand que le marché actuel. En effet, sur une population d’environ 17 millions d’habitants, seulement environ 8 millions d’habitants est acquis en 2007, soit moins de 50 % de la population. Ce qui offre encore de grandes opportunités d’affaire. En 2009, une étude menée par The Gallup Organization indique que seuls 45 % des foyers ivoiriens possèdent au moins un téléphone portable.

## Développement historique
Le processus de développement consiste dans un premier temps à libéraliser le secteur de la téléphonie cellulaire, par la création d’un cadre législatif et réglementaire favorable aux investisseurs privés et, dans un second temps, à introduire la téléphonie cellulaire de deuxième génération à la norme GSM.
- 1994 : c’est seulement en 1994 que le secteur de la téléphonie cellulaire voit le jour en Côte d’Ivoire avec l’arrivée sur le marché de COMSTAR et son offre Cora. Face à cette nouvelle donne, le consommateur ne sait comment se comporter. La tâche est alors grande pour ce premier opérateur. COMSTAR doit donc mettre en place une stratégie de communication qui vise non seulement à informer le marché, mais surtout à l’éduquer à cette nouvelle technologie : Ce qui nécessite de grands investissements. La téléphonie cellulaire à cette époque manquait d’accessibilité quant à son prix et donc était considérée comme un produit de luxe.
- 1996 : deux ans plus tard, c'est-à-dire en 1996, Ivoiris fait son entrée sur le marché suivie de LOTENY télécom. Le marché devient concurrentiel et la population s’intéresse de plus en plus à la téléphonie cellulaire. Mais le prix de la communication reste toujours élevé.
- 2001 : La Société Ivoirienne de Mobiles (Ivoiris) est rachetée par le groupe Orange et deviendra, le 18 mars 2002, Orange Côte d'Ivoire.
- 2002 : avec le début de la guerre en Côte d’Ivoire, CORA de COMSTAR rencontre des difficultés. La société ivoiro-américaine (International Wireless était actionnaire au départ) avait dépensé beaucoup d’argent et d’énergie pour promouvoir le concept général du téléphone portable. Ainsi COMSTAR aura défriché le terrain pour les autres. Car en 2003, elle sort de la course qui désormais est courue sans trop de ferveurs par Orange et Télécel. Orange est alors le leader du marché avec à son actif plus de 1 500 000 clients.
- 2005 : Télécel est racheté par MTN qui, à l'instar d'Orange, est également un groupe international. La concurrence s'accentue sur le marché de la téléphonie cellulaire. Vient s’ajouter à ces concurrents Moov du groupe Atlantique Télécom.
- 2007 : apparition de l'opérateur Koz. Il fait son lancement le 4 juin 2007, ayant investi 100 000 000 de francs CFA pour l’acquisition du matériel nécessaire au lancement du service et l’achat de la licence auprès de l’ARTCI.
- 2012 : lancement de Café Mobile. Cet opérateur représente un investissement de plus de 40 milliards de francs CFA, dont 20 milliards pour l'acquisition de la licence pour 10 ans[2].
- 2016 : Café Mobile/(Niamoutie Telecom), Koz/Comium, Green Network (GreenN)/Oricel/Yoomee Internet NonStop et Warid perdent leur licence et ne sont plus opérationnels[3]. Il ne reste que trois opérateurs sur le marché : Orange, MTN et Moov.

Le Ministère des TIC introduit par la suite[Quand ?] l’identification des abonnées téléphoniques et internet, dans le but de protéger et d'énumérer les abonnés.

## L'organe de régulation
L'Agence des Télécommunications de Côte d'Ivoire, abrégé ATCI, était l'organe régulateur du secteur des télécommunications en Côte d'Ivoire jusqu’à 2012/2013. Elle avait été créée par la loi no 95-526 sous la forme d'un établissement public de catégorie particulière d'abord, puis avait été transformée en société d'État depuis le 4 août 1998, par l'ordonnance no 98-441 portant modification de l'article 51 du code des Télécommunications. Ainsi l'ATCI se chargeait dans le domaine de la téléphonie cellulaire :
- d'octroyer les autorisations d'exploitations des services de téléphonie aux entreprises ;
- d'accorder les agréments des équipements terminaux ;
- de définir les principes et autoriser la tarification fournie sous le régime du monopole ;
- de faire appliquer les textes règlementaires en matière de télécommunications.

Depuis le 24 avril 2013, l'ATCI a été dissoute. Par l'ordonnance Présidentielle no 2012-293 du 21 mars 2012, il a été créé l'Autorité Nationale de Régulation des Télécommunications/TIC de Côte d'Ivoire (ARTCI) qui, en plus de la Régulation de la téléphonie, régule l'internet et le secteur postal en Côte d'Ivoire.